# Meadow Bridge
Meadow Bridge é uma cidade  localizada no estado norte-americano de Virgínia Ocidental, no Condado de Fayette.

## Demografia
Segundo o censo norte-americano de 2000, a sua população era de 321 habitantes.
Em 2006, foi estimada uma população de 307, um decréscimo de 14 (-4.4%).

## Geografia
De acordo com o United States Census Bureau tem uma área de
1,1 km², dos quais 1,1 km² cobertos por terra e 0,0 km² cobertos por água. Meadow Bridge localiza-se a aproximadamente 741 m acima do nível do mar.

## Localidades na vizinhança
O diagrama seguinte representa as localidades num raio de 24 km ao redor de Meadow Bridge.